# Rheden (Hollandia)
Rheden település és alapfokú önkormányzatú közigazgatási egység, azaz község (gemeente) Hollandiában.

## A település részei
- Velp
- Rheden
- Dieren
- De Steeg
- Ellecom
- Laag-Soeren
- Spankeren

## Népesség
A település népességének változása:
| Lakosok száma | 5189 | 8216 | 11 498 | 18 432 | 30 495 | 50 718 | 44 386 | 43 816 | 43 527 | 43 525 |
|               | 1830 | 1859 | 1879   | 1909   | 1947   | 1971   | 2000   | 2016   | 2018   | 2021   |

## Háztartások száma
Rheden háztartásainak száma az elmúlt években az alábbi módon változott:
| Háztartások száma | 20 136 | 20 306 | 20 298 | 20 541 | 20 633 | 20 700 |
|                   | 2010   | 2011   | 2012   | 2013   | 2014   | 2015   |

## Galéria

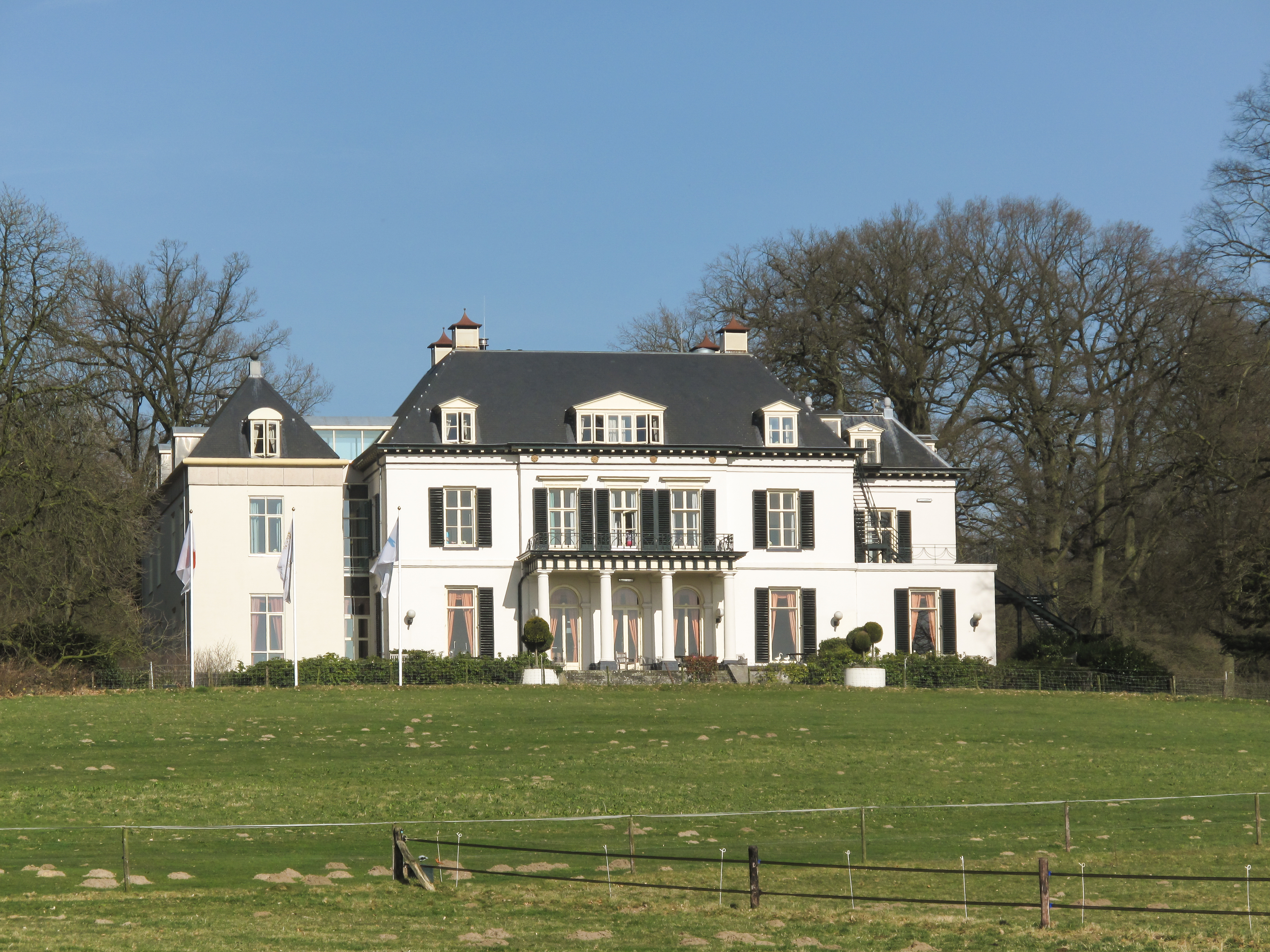
Rheden, de Valkenberg
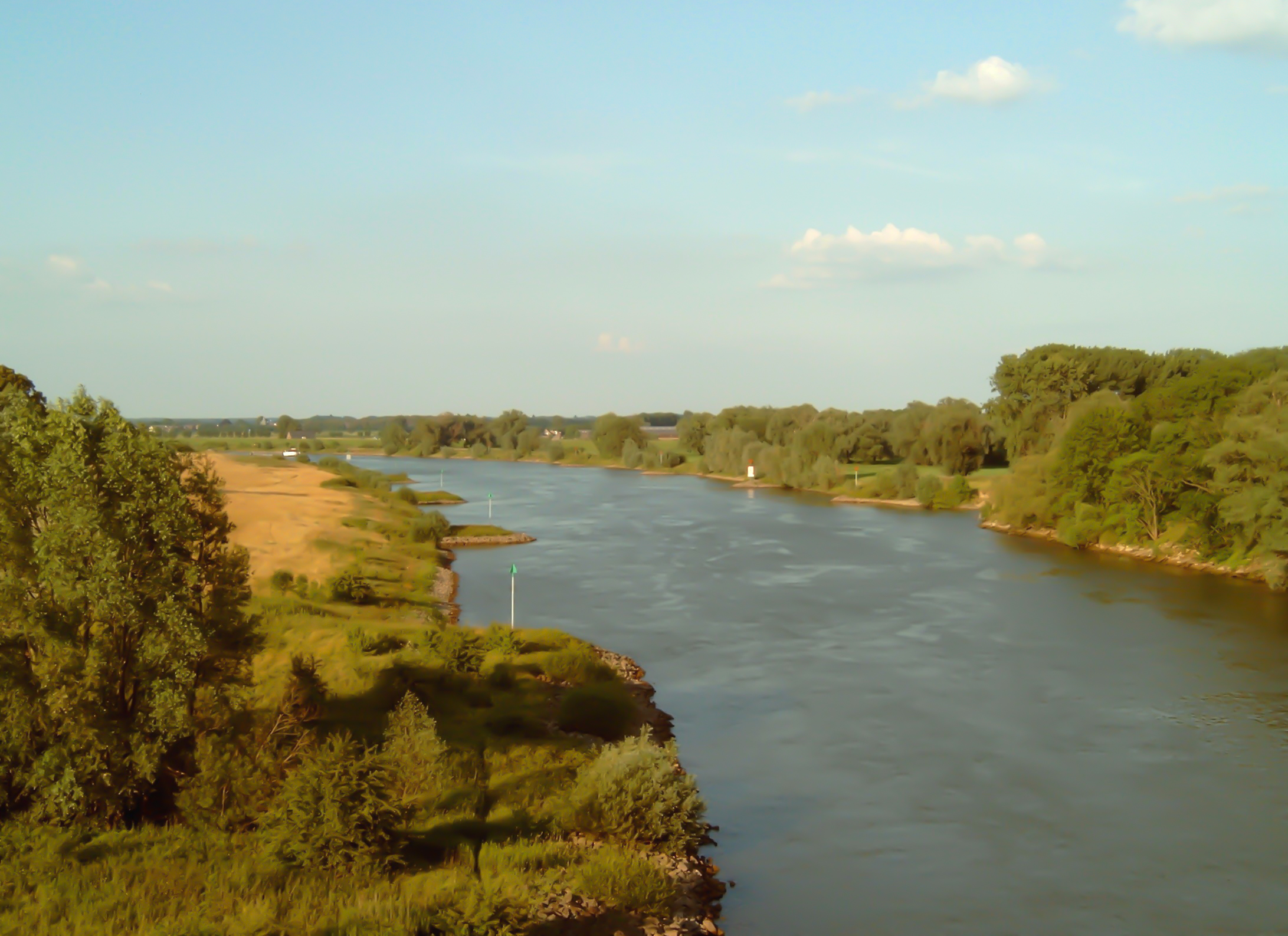
Velp, de IJssel
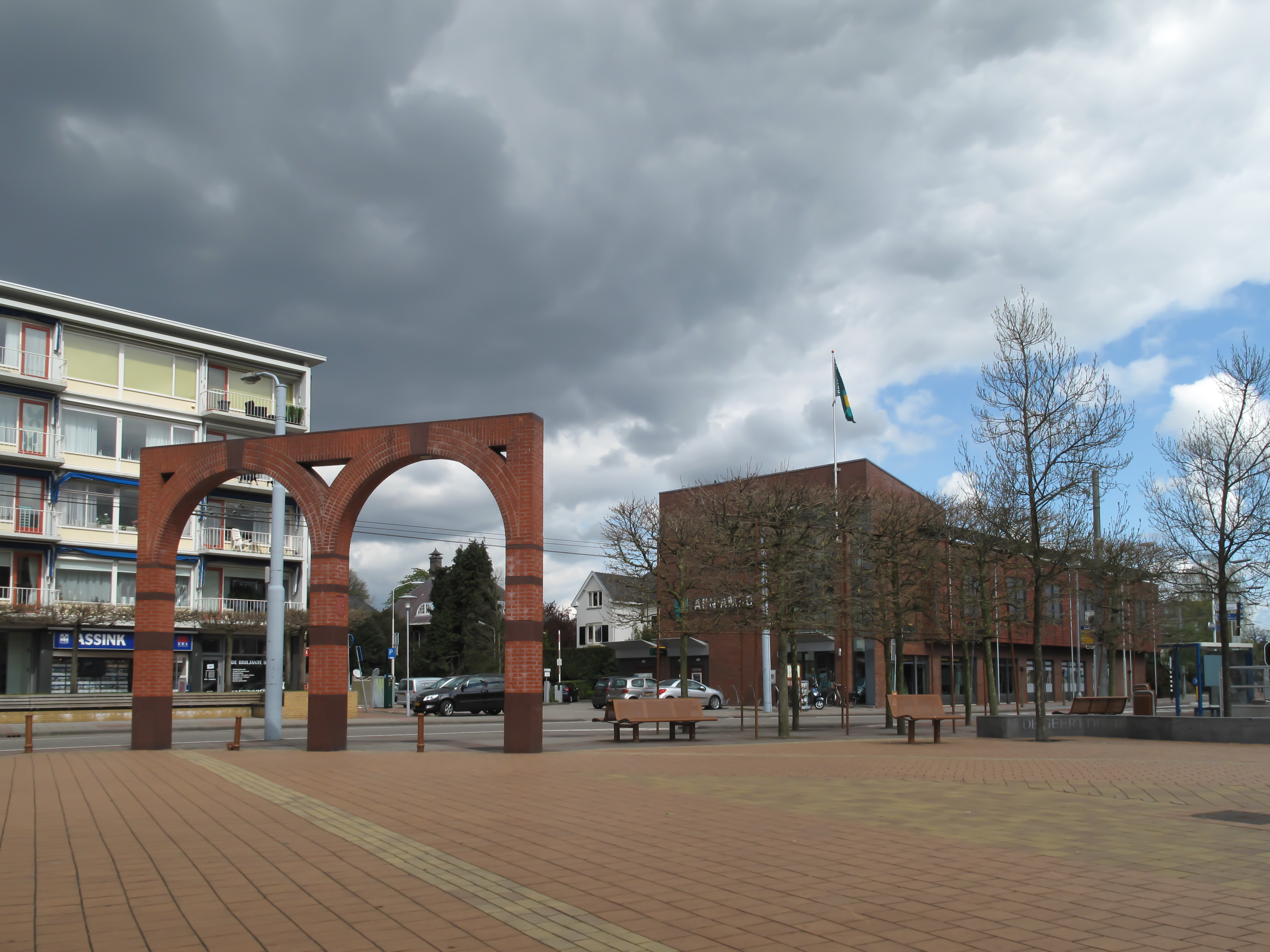
Velp, de Hoofdstraat
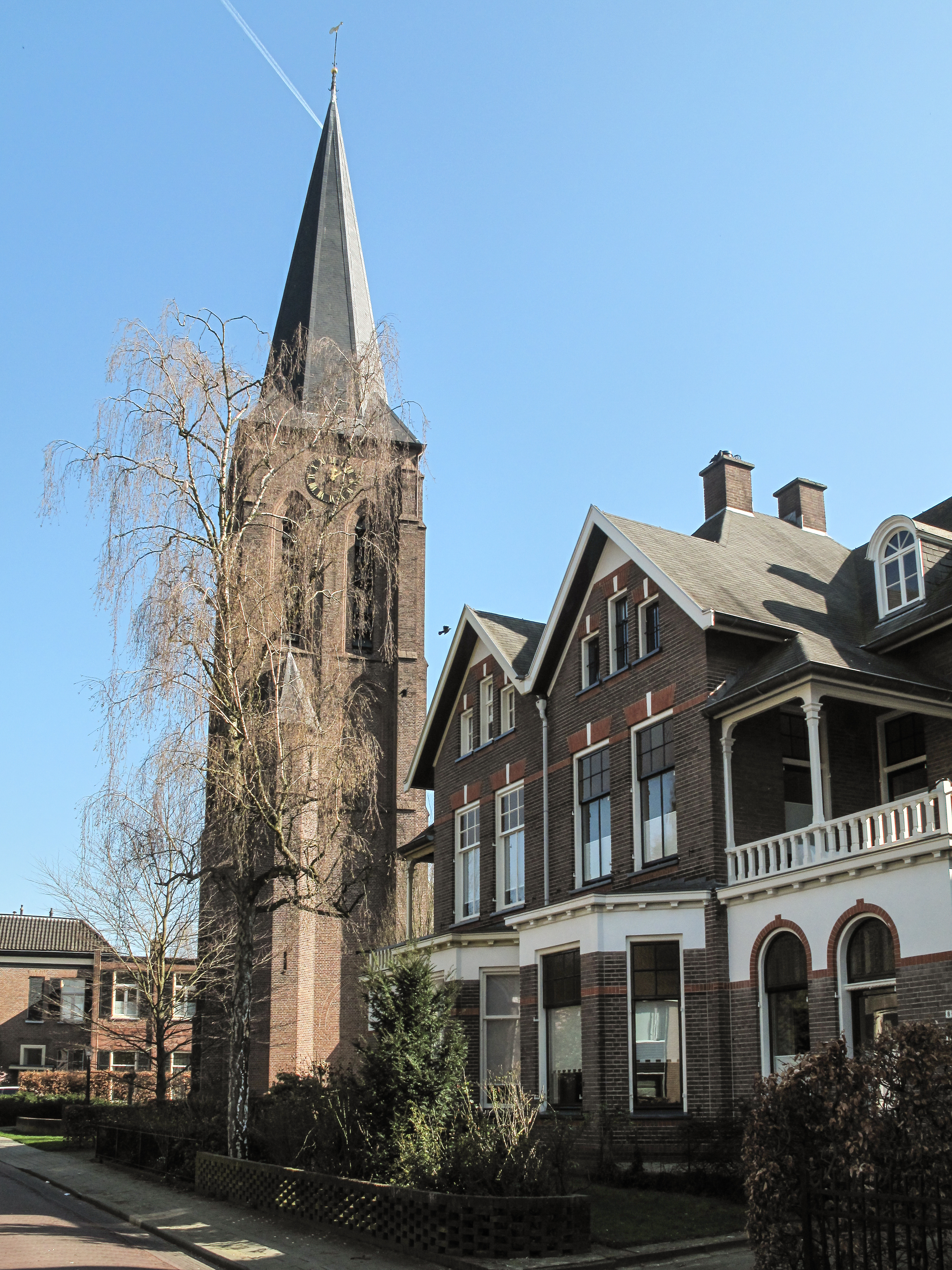
Dieren, de Dierense toren
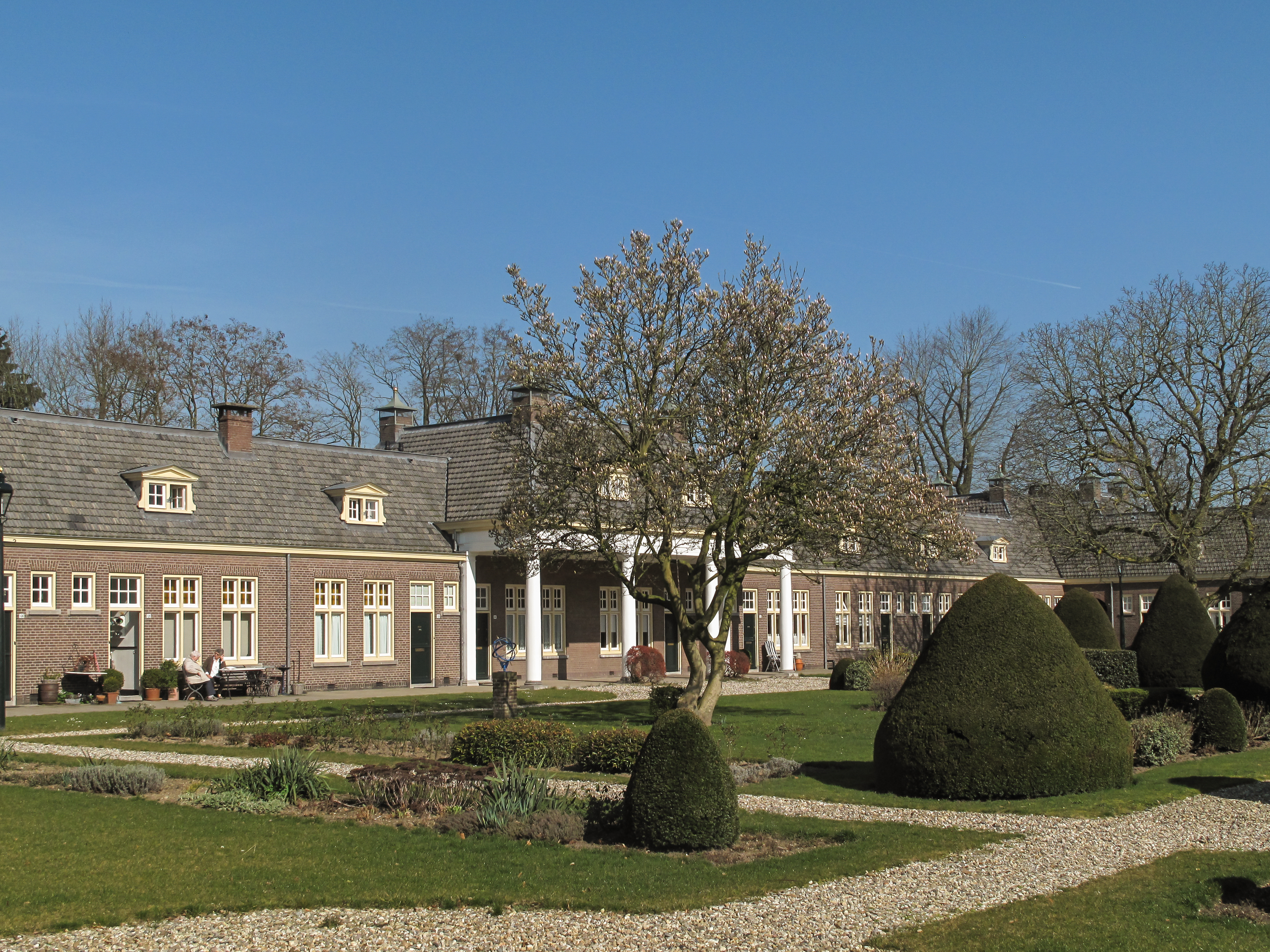
Dieren, Schweer bey der Beckehof
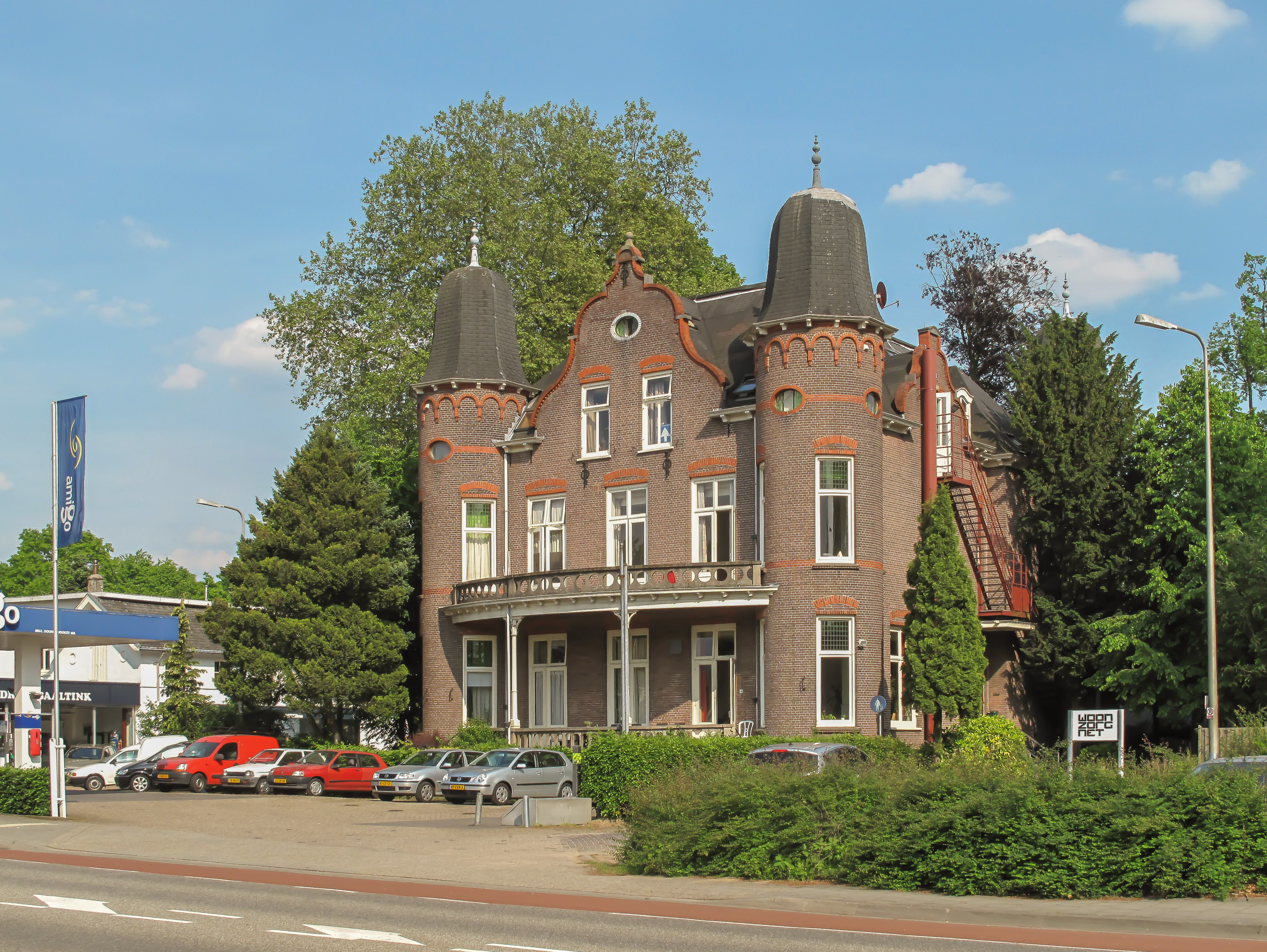
De Steeg, Huize Rhederpark
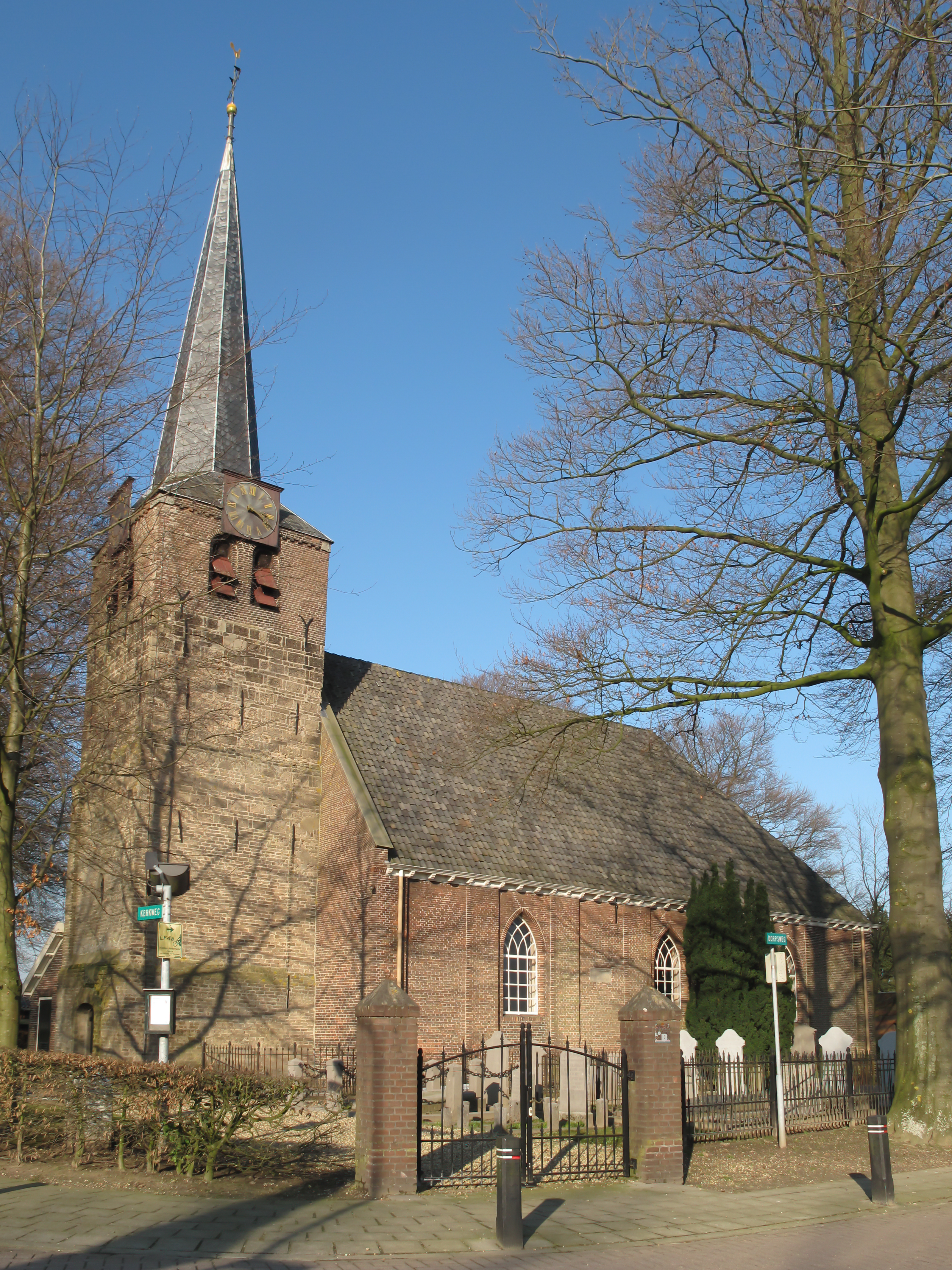
Spankeren, a református templom